# Ian Goldie
Richard Viking Ian Gordon Fraser Goldie, född den 14 augusti 1930 i Göteborg, död den 2 januari 2018 i Stockholm, var en svensk läkare. Han var bror till Ormonde Goldie.
Goldie avlade medicine licentiatexamen vid Göteborgs universitet 1956 och promoverades till medicine doktor 1964. Han blev docent i experimentell ortopedi 1965, i ortopedisk kirurgi 1966, klinisk lärare 1970 och överläkare vid ortopedisk-kirurgiska kliniken på Sahlgrenska sjukhuset 1975. Goldie var professor i ortopedisk kirurgi vid Karolinska institutet 1982–1996. Han blev honorary member av American Academy of Orthopaedic Surgeons 1989, corresponding fellow av British Orthopaedic Association 1990 och honorary fellow av Royal College of Surgeons of England 1993.Goldie var generalsekreterare i Nordisk ortopedisk förening 1982–1994 och visiting professor vid Strathclyde University i Glasgow 1995. Han publicerade skrifter i allmän kirurgi och ortopedisk kirurgi. Goldie vilar i sin familjegrav på Kvibergs kyrkogård i Göteborg.